# Puynormand
Puynormand é uma comuna francesa na região administrativa da Nova Aquitânia, no departamento da Gironda. Estende-se por uma área de 7,63 km². Em 2010 a comuna tinha 312 habitantes (densidade: 40,9 hab./km²).